# Joseph Marchand (compositeur)
Pour les articles homonymes, voir Joseph Marchand.
Joseph Marchand, dit Marchand Le Fils, né en 1673, décédé le 29 janvier 1747, est un musicien et compositeur français.

## Biographie
Fils de Pierre Marchand, officier de la musique du roi, et de Denise Beauchamps.
 En 1700 il épouse Marie Geneviève Contugi , petite fille de Christophe Contugi "l'Orviétan".
Joseph Marchand fut Officier ordinaire de la Musique de la Chapelle, à Versailles, comme joueur de serpent de 1717 à 1733, et de la Chambre du Roi, comme joueur de la basse de violon dans la Grande Bande et les Petits Violons.

## Œuvres
- Suites de Pièces Mêlée de Sonates pour le Violon et la Basse, qui ont étées exécutez plusieurs fois devant sa Majesté. Dédiez au Roy. À Paris, chez Pierre Ribou et Foucault. 1707[1]

- Fantaisie - Sonate I : Lentement, Vite, Rondeau (tendrement), Vite - Air grave, Gavotte (tendrement), Air gay (1re Suitte en la)
- Sonate (II) : Lentement, Vite, Lentement, Rondeau, Vite - Air louré, Air gay, Dessein (solo) de Basse (2e Suitte en B. fa. si.)
- Sonate (III) : Alemande, Sarabande, Rondeau - Air lent, Gavote, 2e Gavote (3e Suite en ut)
- Sonate (IV) : (Lentement), Fugue, Adagio, Air tendre, Air gay, Air par accords, Air vite (4e Suitte en ré)
- Sonate (V) : (Lentement), Fugue, Air, Air (basse & dessus inversés), Gigue - Air tendre, Air gay. Air vite (5e Suite en mi)
- Sonate VI : (Lentement), Fugue, Air, Air (basse & dessus inversés), Vivement, Allemande, Prélude, ou Dessein de basse, Chaconne, Légèrement, 
Cicilienne (6e Suite en fa)
- Sonate (VII) : (Lentement), Vite, Air tendre, Rondeau, Gayement, Allemande, Air grave, Rondeau-double, Air tendre, Chaconne (7e Suite en sol)
- Recueil d'airs serieux et a boire de differents auteurs . Pour l'année 1705, A Paris, chez Christophe Ballard, seul imprimeur du Roy pour la musique, ruë Saint Jean de Beauvais, au Mont-Parnasse. M. DCC.V. Avec privilege de Sa Majesté, 1705, 242 p. (ISSN 2649-0684, BNF 32849185, lire en ligne), « Air sérieux de Monsieur Marchand le fils », p. 63-65.

## Discographie
- Suites (oh!) trio, Martyna Pastuszka, violon, Krzysztof Firlus, viole de gambe, Anna Firlus, clavecin et orgue. 3 CD Aparté 2023.